# کوین ژار
کوین ژار (انگلیسی: Kevin Jarre; ۶ اوت ۱۹۵۴ – ۳ آوریل ۲۰۱۱) یک فیلم‌نامه‌نویس اهل ایالات متحده آمریکا بود. او در فیلم گاتهام هم بازی کرده‌است.
کوین برادر ژان میشل ژار و پسر موریس ژار بود